# Leptoperla varia
Leptoperla varia är en bäcksländeart som beskrevs av Douglas E. Kimmins 1951. Leptoperla varia ingår i släktet Leptoperla och familjen Gripopterygidae. Inga underarter finns listade i Catalogue of Life.